# フアード・シハーブ・スタジアム
フアード・シハーブ・スタジアム（アラビア語: ملعب فؤاد شهاب、ラテン語: Fouad Shehab Stadium）は、レバノンのジュニエにある多目的スタジアム。主にサッカーの試合とバスケットボールに使用され、レーシング・ベイルートとレーシング・ジュニエFCが本拠地としている。収容人数は5,000人。